# Böhse Onkelz

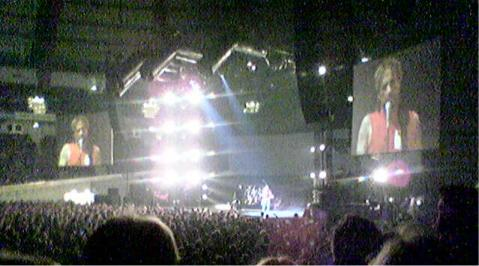
Böhse Onkelz in 2004

Die Böhse Onkelz is een Duitse punkband.

## Geschiedenis
De band werd er in het begin van zijn bestaan van beticht rechts-extremistische denkwijzen te hebben maar werd later zeer populair. Stephan Weidner (gitaar), Kevin Russel (zang) en Peter Schorowsky (drums) richtten de Onkelz op in 1980 in de buurt van Aschaffenburg. De drie waren 16 à 17 jaar oud, hielden van bands als de Ramones, de Sex Pistols en The Stranglers en werden door buurtjongeren op grond van hun groen geverfde haar als die bösen Onkelz bestempeld. In 1981 kwam er met Matthias "Gonzo" Röhr een bassist bij de band.
Eind 1981 ging het viertal naar Berlijn om bij het platenlabel Aggressive Rockproduktionen twee nummers voor de "Soundtrack zum Untergang Vol. II" op te nemen. Vanaf dat moment ruilden Weidner en Röhr van instrument.
In 1983 was Weidner al getrouwd en hield hij met tijdelijke baantjes het hoofd boven water. Russel was matroos geworden en Röhr vervulde zijn dienstplicht bij de marine. In deze tijd werd de eerste demo van de band opgenomen. Het is een opname die geweld verheerlijkt en buitenlandervijandig is. De rechtse aanhang reageerde verrukt en bediende de steeds populairder wordende band naar hartenlust, vooral ook nadat in 1984 het eerste studioalbum Der nette Mann was verschenen bij het Duitse label Rock-O-Rama van Herbert Egoldt. Het album staat vol met tendensen en verheerlijkt alles wat met geweld, seks en alcohol te maken heeft. Het werd echter in Duitsland reeds snel verboden.
In 2005 kwam Böhse Onkelz tot een voorlopig einde en richtte Weidner zijn eigen band Der W op. Maar in 2014 maakte de band zijn comeback bekend. Zowel in de zomer van 2014 als 2015 speelde de groep een aantal dagen achtereen op het terrein van het F1-circuit in Hockenheim. De optredens waren razendsnel uitverkocht en een groot succes. Van beide concerten, waar minimaal honderdduizend bezoekers per avond aanwezig waren, werd een dvd uitgebracht.
Nadat in 2016 het nieuwe album Memento was uitgebracht, volgde dat najaar een tiental optredens in Duitsland en Zwitserland.

## Discografie
- 1982: Kill the Hippies - Oi! (ep)
- 1984: Der nette Mann
- 1985: Böse Menschen - Böse Lieder
- 1985: Mexico (ep)
- 1987: Onkelz wie wir...
- 1988: Kneipenterroristen
- 1989: Lügenmarsch (ep)
- 1990: Es ist soweit
- 1991: Wir ham' noch lange nicht genug
- 1992: Live in Vienna
- 1992: Ich bin in dir (single)
- 1992: Heilige Lieder
- 1993: Weiß
- 1993: Schwarz
- 1994: Gehasst, verdammt, vergöttert …die letzten Jahre
- 1995: Finde die Wahrheit (single)
- 1995: Hier sind die Onkelz
- 1996: E.I.N.S.
- 1997: Live in Dortmund (VHS + cd)
- 1997: Danke für nichts - Die cd zum Buch
- 1998: Terpentin (single)
- 1998: Viva Los Tioz
- 2000: Dunkler Ort (single)
- 2000: Ein böses Märchen… aus tausend finsteren Nächten
- 2001: Tour 2000 (dvd, VHS, cd)
- 2001: 20 Jahre - Live in Frankfurt (2 dvd's en 2 cd's)
- 2001: Gestern war heute noch morgen
- 2002: Keine Amnestie für MTV (single)
- 2002: Dopamin
- 2004: Onkelz vs. Jesus (single)
- 2004: Adios
- 2005: Live in Hamburg
- 2005: La Ultima / Live in Berlin (dubbel-dvd)
- 2007: Vaya Con Tioz (4-dubbel-dvd)
- 2016: Memento
- 2020: Böhse Onkelz